# Spiropes dictyosporus
Spiropes dictyosporus är en svampart som beskrevs av Seifert & S. Hughes 2000. Spiropes dictyosporus ingår i släktet Spiropes, divisionen sporsäcksvampar och riket svampar.   Inga underarter finns listade i Catalogue of Life.